# USNS John Lewis (T-AO-205)
El USNS John Lewis (T-AO-205) de la Armada de los Estados Unidos es la cabeza de serie de los buques de aprovisionamiento de su clase. Fue puesto en gradas en 2019, botado en 2021 y dado de alta para el servicio en 2022.

## Nombre
Su nombre USNS John Lewis es un homenaje a John Lewis, defensor de los derechos civiles.

## Construcción

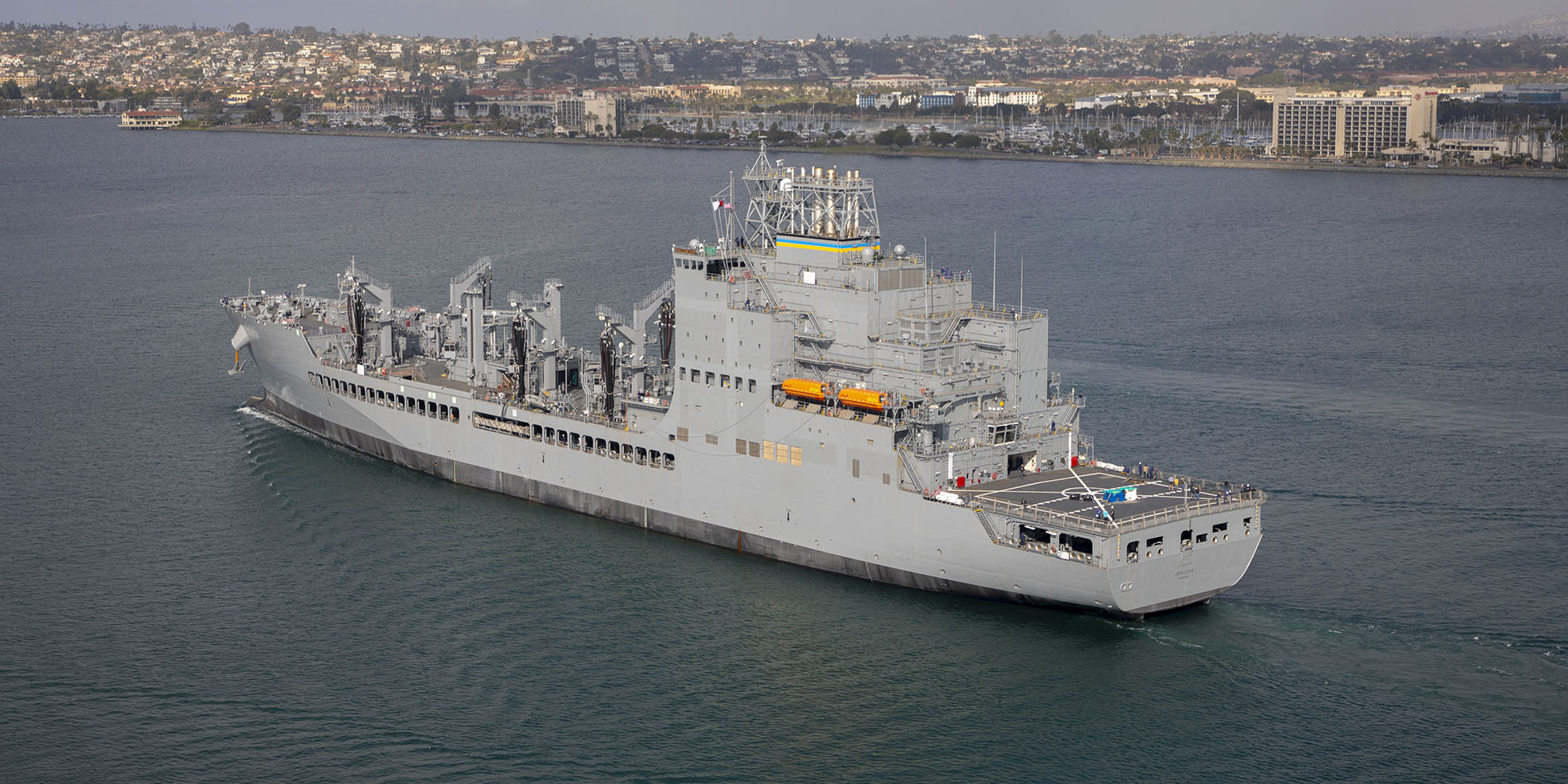
Vista de popa del USNS John Lewis, año 2022.

Fue colocada la quilla en 2019. El casco fue botado en 2021 y el buque terminado fue asignado en julio de 2022.

## Historial de servicio
El 12 de diciembre de 2022, mientras navegaba de Pearl Harbor a San Diego, el John Lewis recibió una llamada de socorro aproximadamente a 400 km (250 millas) al sur de San Diego y 160 km (99 millas) al oeste de la costa de México. Un velero de 7,3 m (24 pies) había sufrido daños con las velas rotas y llevaba cinco días a la deriva. Una vez localizado el marinero, fue examinado por el equipo médico, luego alimentado y vestido. Luego, el marinero fue transportado a San Diego, donde no requirió hospitalización.